# Ома (альбом)
ОМА — студійний альбом української співачки Ірини Білик.

## Перелік пісень
1. Без назви I (0:16)
2. Без назви II (3:55)
3. Вітер I (0:23)
4. Вітер II (4:33)
5. Вибачай (3:59)
6. Скажи (3:45)
7. Hi (3:11)
8. Де море, як я (4:11)
9. Падали (3:44)
10. Ома I (0:15)
11. Ома II (4:37)
12. Вже осінь (4:51)
13. Вибачай (Acoustic Version) (3:17)
14. Біла пісня (4:11)
15. В новорічну ніч (3:47) (пісня ввійшла у перевидання 2008 року)
16. Вітер (remix) (3:47) (пісня ввійшла у перевидання 2008 року)